# Taupo Maritime Radio/ZLM
Taupo Maritime Radio/ZLM ist eine Küstenfunkstelle in Neuseeland, die Teil des neuseeländischen Seefunknetzwerkes und dessen Seefunkdienst ist.

## Geographie
Die Sendeanlage von Taupo Maritime Radio/ZLM befindet sich östlich des Lake Taupō, wo hingegen die Zentrale, von der der Seefunkdienst organisiert und betrieben wird, im Stadtteil Avalon der Stadt Lower Hutt, im Süden der Nordinsel angesiedelt ist.

## Seefunknetzwerk
Das neuseeländische Seefunknetzwerk besteht neben der Taupo Maritime Radio Station, die im HF-Bereich (Kurzwelle) und MF-Bereich (Mittelwelle) funkt, aus 14 Sendestationen, die über die Nordinsel verteilt liegen, aus 14 Sendestationen, die den Küstenbereich der Südinsel abdecken und zwei auf den Chatham Islands befindlichen Stationen, die alle jeweils im VHF-Bereich (Ultrakurzwelle (UKW)) senden.

## Aufgaben
Gesendet werden Informationen zu den Kategorien: Küstenwarnungen und Bulletins (einschließlich der Chatham-Inseln), Berichte aus dem Küstenbereich, Warnungen für den Pazifischen Ozean und Wetterbulletins und -warnungen für den Ozean. Bis auf die Berichte aus dem Küstenbereich, die drei Mal am Tag gesendet werden, erfolgen alle anderen Sendungen vier Mal täglich zu unterschiedlichen aber genau festgesetzten Zeiten.

## Sendefrequenzen
Die Ruf-, Arbeits- und Notruf-Frequenzen des Senders sind nachfolgend dargestellt:
| Bereich | Freq. kHz | Freq. kHz | Freq. kHz | Freq. kHz | Freq. kHz | Freq. kHz |
| ------- | --------- | --------- | --------- | --------- | --------- | --------- |
| Ruf     | 2.182     | 4.125     | 6.215     | 8.291     | 12.290    | 16.420    |
| Arbeit  | 2.207     | 4.146     | 6.224     | 8.287     | 12.356    | 16.531    |
| Notruf  | 4.207,5   | 6.312,0   | 8.414,5   | 12.557,0  | 16.804,5  |           |

## Zuständigkeitsbereich

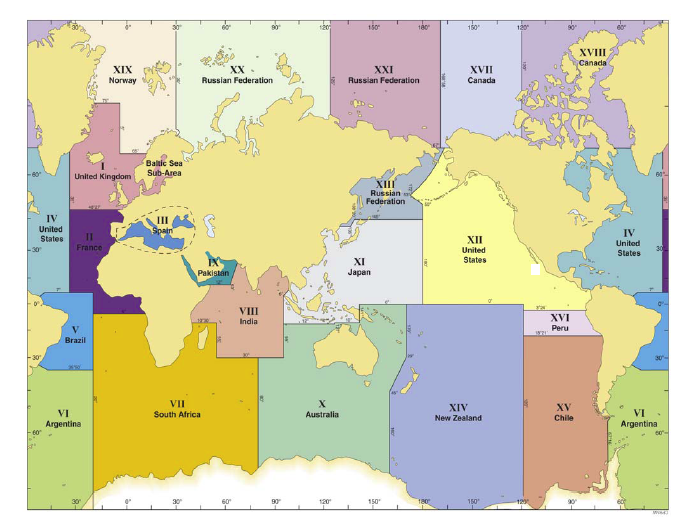
Karte der 21 NAVAREA-Gebiete unter die Ozeane der Welt aufgeteilt sind

Der ozeanische Zuständigkeitsbereich für Neuseeland, auf dem Taupo Maritime Radio/ZLM funkt, deckt das Gebiet von NAVAREA XIV ab. In Koordinaten ausgedrückt sind das im Einzelnen folgende Bereiche:
| Bereich   | Breitengrad           | Längengrad                           |
| --------- | --------------------- | ------------------------------------ |
| Islands   | Vom Äquator bis 25° S | 160° E bis 120° W                    |
| Subtropic | 25° S to 40° S        | Australische Küste 150° E bis 170° W |
| Forties   | 40° S bis 55° S       | 150° E bis 170 °W                    |
| Pacific   | 25° S bis 55° S       | 170° E bis 120° W                    |
| Southern  | 55° S to Antarctica   | 160° E to 120° W                     |

Taupo Maritime Radio/ZLM sendet für die NAVAREA XIV keine NAVTEX-Warnmeldungen. Der Sprachdienst und gesprochene Wettermeldungen werden zu festen Zeiten abgewickelt. Hörbereitschaft für den SAR-Dienst besteht ständig. Die Region NAVAREA XIV wird vom New Zealand Distress and Safety Radio Service abgedeckt. Sie deckt 12,5 Prozent der Weltmeere ab.
Die HF-Frequenzen werden auch vom Rescue Coordination Centre of New Zealand (RCCNZ) genutzt.